# خزان و آرزو
 خزان و آرزو نام یک آلبوم موسیقی اثر ایرج بسطامی، هنرمند ایرانی است که در سبک سنتی تهیه شده و دارای ۸ قطعه است.  این آلبوم در سال 1387 توسط موسسه فرهنگی هنری نواگر منتشر شده است. مدت زمان قطعات این آلبوم 39 دقیقه و 31 ثانیه در 8 قطعه می باشد.

## هنرمندان
آواز: ایرج بسطامی
تار و سه تار: حسین مجیدیان
تنبک: محمود فرهمندبافی

## فهرست آهنگ‌ها
| ردیف | آهنگ                                                    | دستگاه |
| ۱    | مقدمه و چهار مضراب بر اساس ساخته استاد جلیل شهناز(دشتی) | دشتی   |
| ۲    | ساز و آواز1(دشتی)                                       | دشتی   |
| ۳    | تصنیف درد عشق و انتظار و تصنیف سراب آرزو(دشتی)          | دشتی   |
| ۴    | مقدمه و چهار مضراب(اصفهان)                              | اصفهان |
| ۵    | ساز و آواز2(اصفهان)                                     | اصفهان |
| ۶    | چهار مضراب(اصفهان)                                      | اصفهان |
| ۷    | ادامه ی ساز و آواز(اصفهان)                              | اصفهان |
| ۸    | تصنیف به رهی دیدم برگ خزان(اصفهان)                      | اصفهان |